# Погрешна аналогија
Погрешна аналогија је логичка грешка која настаје када се као подршка одређеном аргументу користи аналогија, поређење објеката или идеја са сличним особинама, али где та аналогија заправо не подржава закључак аргумента, јер постоје значајне разлике које нису уважене. Некада се разлике намерно занемаре уколико је то у корист онога ко прави грешку. Понекад особа која заснива свој закључак на аналогији не зна за те разлике или сматра да су оне небитне.
Аналогије и метафоре могу бити веома корисне приликом објашњавања многих појава и често играју важну улогу у учењу. Међутим, због распрострањености погрешних аналогија оне су много мање корисне приликом стварања аргумента.
Један од најпознатијих примера ове логичке грешке је аналогија часовничара, један од главних аргуменара креационизма. Аналогију је први изнео Вилијам Пејли као аргумет за тврдњу постојања Бога. Пејли је овако формулисао аналогију:
- Премиса 1: Свемир је комплексан као часовник.
- Премиса 2: Часовник мора имати часовничара који га је направио.
- Закључак: Пошто је свемир као часовник, мора имати часовничара који га је направио.

Пејли је свој аргумент базирао на премиси да је све у универзуму савршено, а ми знамо да није. Људско око има слепу тачку, као један од безброј примера, што не би могло да постоји ако је све савршено као у часовнику.

## Примери
- Животиње у глави имају седам прозора: две ноздрве, две ока, два уха и уста... Из овога, а и из многих других сличности у природи закључујемо да мора бити седам планета.

Аргумент који је изнео италијански астроном Франческо Сици у 17. веку.
- Ако желимо да будемо јаки као коњ, морамо да се хранимо као коњ.

Аргумент који је изнео Мирољуб Петровић. Занемарују се све разлике у организму коња и човека у корист аналогије.